# Aurelius Marie
Aurelius John Lamothe Marie (n. 23 decembrie 1904, Portsmouth, Regatul Unit al Marii Britanii și Irlandei – d. 28 septembrie 1995) a fost un politician și jurist din Dominica, și a ocupat funcția de președinte al Dominicăi din 1980 până în 1983.

## Cariera politică
A ocupat funcția de magistrat și jurist înainte de alegerea sa ca președinte. La 25 februarie 1980, Adunarea Dominicăi l-a ales pe Aurelius Marie în funcția de președinte. Marie a depus jurământul a doua zi în fața judecătorului Cecil Hewlett. A ocupat funcția de președinte până în 1983.